# ジユーダム
「ジユーダム」は、2016年8月22日にEMI Recordsからデジタル・ダウンロードシングルとして配信限定で発売された日本のシンガーソングライター・椎名林檎による楽曲。

## 概要
本楽曲は2016年4月13日からNHKで放送開始された『ためしてガッテン』のリニューアル番組『ガッテン!』のテーマ曲として書き下ろされたもので、2022年2月2日の最終回まで一貫して使用された。管弦打編曲として斎藤ネコが携わっている。また椎名のオファーによって同曲を前山田健一がリミックスした「ジユーダム ヒャダインのリリリリ☆リミックス」もあわせて制作され、同番組内の挿入曲として使用されていた。
レコーディングには椎名の他、刄田綴色、亀田誠治、浮雲、伊澤一葉の東京事変（第二期）のメンバーも参加しており、ジャケットにも東京事変のシンボルマークが描かれている。
『桑田佳祐のやさしい夜遊び』(TOKYO FM)内の企画「桑田佳祐が選ぶ2016年邦楽ベスト20」で表題曲が20位内(番組の便宜上の設定)にランクインしている。

## 収録曲
| 全作詞・作曲: 椎名林檎。 |                                                                      |           |            |                            |      |
| #                        | タイトル                                                             | 作詞      | 作曲・編曲 | 編曲                       | 時間 |
| 1.                       | 「ジユーダム」                                                       | 椎名林檎  | 椎名林檎   | 椎名林檎 斎藤ネコ [ 注 1 ] | 3:00 |
| 2.                       | 「ジユーダム ヒャダインのリリリリ☆リミックス」(インストゥルメンタル) | 椎名林檎  | 椎名林檎   | 前山田健一                 | 2:28 |
| 合計時間:                | 合計時間:                                                            | 合計時間: | 5:28       |                            |      |

## 演奏
ジユーダム
- vox：椎名林檎
- piano & vox：伊澤一葉
- guitar & vox：浮雲
- bass：亀田誠治
- drums：刄田綴色
- concertmaster：グレート栄田
- violin：桐山なぎさ、矢野晴子、滝沢幸二郎、小倉達夫、桑田穣、丸山明子、越川歩、金子由衣、島田光理
- viola：古川原裕仁、高嶋麻由
- cello：前田善彦、槙岡絵里香
- flute：高桑英世
- vibraphone, glockenspiel, tubular bells：高田みどり
- conductor：斎藤ネコ
- recording & mixing engineer：井上雨迩
- assistant engineer：岸本浩幸、太田敦志（prime sound studio form）

ジユーダム　ヒャダインのリリリリ☆リミックス
- sound production：前山田健一
- mixing engineer：井上雨迩
- assistant engineer：渡辺純（Aladdin Lounge）

以上、公式サイトより。